# Ruslan Gryschenko
Ruslan Gryschenko é um ciclista profissional ucraniano, nascido em 4 de fevereiro de 1981 em Simferopol, na RSS da Ucrânia (União soviética).

## Palmarés
- 1998
  - 3.º do Troféu da cidade de Loano
- 1999
  - 2.º do Troféu da cidade de Loano
- 2000
  - 3. ª etapa da Volta de Nova Caledônia
- 2001
  - Liège-Bastogne-Liège sub-23
  - Flecha das Ardenas
  - 5. ª etapa da Volta de Turingia
  - Coppa 29 Martiri di Figline di Prato
  - 2.º do Troféu dos campeões
  - 3.º do Troféu Alcide Degasperi
  -  Medalha de bronze do campeonato do mundo em estrada esperanças
  - 3.º da Coppa d'Inverno
- 2002
  - Giro del Mendrisiotto
  - Flecha ardennaise
  - 3. ª etapa do Giro do Vale de Aosta
- 2003
  - 3.º do Grande Prêmio de Lugano
- 2005
  - Giro di Lombardia aficionados
  - 3.º do Troféu Torino-Biella

## Resultados na Volta a Itália
1 participação
- 2003 : abandono (19. ª etapa)

## Classificações mundiais
| Ano             | 2005   |
| UCI Europe Tour | 224.º. |